# Stipe Balajić
Stipe Balajić (Sinj, 27. rujna 1968.) je hrvatski umirovljeni nogometaš i sadašnji nogometni trener.

## Karijera
Stipe Balajić je započeo svoju karijeru u NK Junak Sinj. 1992. godine prelazi u prvoligaša NK Zadar. Iste godine prelazi u splitski Hajduk za kojega je odigrao 44 utakmice i pritom se šest puta upisao u strijelce. Nakon toga se na nekoliko mjesci vraća u Zadar. Od 1995. do 1998. igra za NK Istra Pula i HNK Šibenik. 1998. odlazi u Sloveniju točnije u NK Maribor s kojim je u sezoni 1999./00. igrao skupinu lige prvaka. 2005. Balajić se oprašta od Maribora pred oko 5.000 gledatelja u utakmici s tadašnjim prvakom Hrvatske, momčadi Hajduka.
Kao trener trenirao je unešićku Zagoru i NK Solin. Kao trener Solina dobiva nagradu za najboljeg trenera Dalmacije u amaterskom rangu 2008. godine. Bio je pomoćnik Ivanu Kataliniću u RNK Split.
2015. postao je trenerom NK Imotski, a 2016. podnosi ostavku. 16. studenog 2016. imenovan je trenerom HNK Šibenik.
Početkom 2017., imenovan je trenerom slovenskoga Krškog.

## Statistika u Hajduku
| Natjecanje        | Nastupi | Zgodici |
| ----------------- | ------- | ------- |
| Prvenstvo         | 43      | 6       |
| Kup               | 15      | 4       |
| Superkup          | 3       | 0       |
| Međunarodne       | 1       | 0       |
| Splitski podsavez | 0       | 0       |
| Ukupno            | 62      | 10      |
| Prijateljske      | 49      | 10      |
| Sveukupno         | 111     | 20      |

Prvi nastup u dresu Hajduka bio mu je protiv INKER-a iz Zaprešića, u Hrvatskom superkupu, 18. srpnja 1992. Ušao je kao zamjena umjesto Stjepana Andrijaševića. Kako je utakmica u regularnom vremenu završila s 0:0 pucali su se jedanaesterci i završila je pobjedom Hajduka s 3:1, golove su dali Bilić, Miše i Vučević. Bio je to prvi hrvatski superkup i osvojio ga je Hajduk, što je ponovio i iduće 3 godine zaredom 1993, 1994. i 1995. te 2004. i 2005.